# Usuardo
Usuardo, Usuard en francés, latinizado Usuardus Sangermanensis (-13 de enero ca. 875) fue un monje y escritor benedictino de la Abadía de Saint-Germain-des-Prés y una de las figuras del Renacimiento carolingio. Además de su propia obra, la fuente historiográfica que da noticia de su vida es Aimonio, monje de la misma abadía (ca. 871).
En 858 fue enviado por Hilduino, el abad de su monasterio, junto con Odelardo (u Odilardo), para obtener reliquias en España. Inicialmente pretendían conseguir las de San Vicente, que creían poder encontrar en Valencia, pero desistieron de ello al enterarse de que habían sido trasladadas a Benevento. El conde Hunifredo de Barcelona les proporcionó una carta de recomendación para Abd al-Uwar, gobernador de Zaragoza, que les permitió viajar hasta Córdoba, la capital del Emirato, donde el obispo Saúl o Saulo les entregó las reliquias de tres de los mártires mozárabes, Jorge, Aurelio y Natalia (ejecutados en 852). Cuando, al final de su vida, Usuardo escribiera su Martirologio, incluiría a treinta y dos del medio centenar de mártires cordobeses. También mantuvieron relación con Eulogio de Córdoba, el abad Sansón de Peñamelaria y con un notable cordobés llamado Leovigildo.
Entre las localidades españolas por las que pasaron Usuardo y Odelardo estuvo también Toledo, a donde el emir Muhammad I de Córdoba realizó una expedición que fue aprovechada por los monjes para emprender su regreso.
En algún momento de su viaje recibieron la información del descubrimiento de la tumba del apóstol Santiago en Compostela (ermitaño Pelayo, año 813).
A su vuelta a Francia se reunió con su comunidad monástica en Emaut (diócesis de Sens), puesto que Saint Germain había sido quemado por los normandos. En el año 863 volvieron todos a la abadía reconstruida, donde fueron guardadas las reliquias. La fama adquirida por Usuardo hizo que el rey Carlos el Calvo le encargara la redacción de un Martirologio, que es la única obra que se le atribuye.

## Martirologio de Usuardo
La dedicatoria del texto, dirigida al rey, parece preceder en poco al fallecimiento del autor. De esta obra se tomó el martirologio romano. Circuló con mucho éxito a lo largo de toda la Edad Media, como testimonian los numerosos manuscritos conservados. Este martirologio toma algunos elementos del de Adón de Viena y de una versión lionesa aumentada del de Beda, atribuida al archidiácono Floro de Lyon. La fuente utilizada para los mártires cordobeses son las propias Actas redactadas por San Eulogio y que Usuardo y Odilardo trajeron de Córdoba junto a las reliquias (Passio sanctorum martyum Georgii monachi, Aurelii atque Nathaliae).

### Ediciones
Las siguientes ediciones se hicieron a partir del manuscrito llamado "original" (ms. Paris, B.N. lat. 13745), considerado como el más fiable, sea o no autógrafo:
- Ed. de Jacques Bouillart, París, 1718
- Ed. de Jean-Baptiste du Sollier,
- Ed. del abate Jacques-Paul Migne, Patrología Latina, 123, p. 599-987, que puede consultarse en Documenta Catholica Omnia
- Edición de J. Dubois, Le martyrologe d'Usuard. Texte et commentaire, Bruxelles, 1965.